# 데스티네이션 에어 셔틀
데스티네이션 에어 셔틀(영어: Destination Air Shuttle)은 태국 푸켓에 본사를 둔 항공사였다. 데스티네이션 에어 셔틀은 푸껫과 피피섬에서 다른 섬 목적지와 태국 본토의 휴양지로의 비행편 서비스를 운영하고, 자브와 함께 관광을 운영한 것으로 추정된다.

## 역사
데스티네이션 에어 셔틀은 2007년 설립되었으며, 운항 중 상무이사인 스티판 베어는 타이 항공과 인터라인 계약을 위한 협상에 들어갔으나 성사되지 않았다. 2009년 데스티네이션 에어 셔틀은 운항을 중단했다.